# Odontocarya perforata
Odontocarya perforata là một loài thực vật thuộc họ Menispermaceae. Đây là loài đặc hữu của Ecuador.